# 연대당
연대당(그린란드어: Atassut)은 그린란드의 자유보수주의, 연합주의 정당이다. 1976년에 그린란드의 독립에 반대하던 보수주의, 연합주의 진영이 주도한 정치 운동이 전신이며 1978년에 창당했다. 그린란드의 독립에 반대하며 덴마크 왕국에 남아 있어야 한다는 입장을 갖고 있다. 또한 그린란드가 유럽 연합, 북대서양 조약 기구와의 협력 관계를 수립해야 한다는 입장도 갖고 있다.
1979년에 그린란드에서 최초로 실시된 총선거를 통해 그린란드 의회의 원내정당이 되면서 그린란드에서 영향력 있는 정당으로 여겨졌으나 1990년대 중반 이후에 득표율 하락 현상을 경험했다. 또한 1979년부터 덴마크에서 실시된 총선거에서 의석을 획득했으나 2001년 덴마크 총선거에서 원외정당으로 밀려났다.